# Signe Mörne
Signe Antoinette Mörne, född Hagelstam 1875, död 1952, var en finländsk skådespelare, recitatris och författare.

## Biografi
Signe Mörne utbildade sig till skådespelare vid Svenska Teaterns elevskola och bedrev teaterstudier i Köpenhamn under ledning av Betty Hennings. Hon var verksam vid Svenska Teatern i Helsingfors 1915–1920. Hennes första uppträdande med elevskolan ägde rum 1915 i Helena Nyboms Silkeshärvan, under instruktion av Ida Brander. Mörne uppträdde igen med elevskolan följande år i Einar Christiansens komedi Skvaller (Folkesnak). Hennes sista uppträdande ägde rum 1917, i August Strindbergs Påsk. Mörne spelade rollen som Kristina. Mörnes skådespelarkarriär blev kort men hennes intresse för teater höll hon vid liv genom att uppträda som recitatris.
Hon gifte sig med skalden Arvid Mörne 1899 och fick tre barn, Barbro Mörne, Gudrun Mörne och Arvid Håkan Mörne. Från 1923 fram till sena åldersår ledde hon föreningen Östsvensk samling i Grankulla. Hon engagerade sig även i arbete för Solvalla barnträdgård i Esbo. Tillsammans med sin dotter Barbro utgav hon boken Soldatbrev från Finlands krig 1939-1940 (Söderströms förlag 1940).